# Über die Herrschaft der Fürsten
De regno ad regem Cypri (deutsch: Über die Königsherrschaft an den König von Zypern) ist das bekannteste staatsphilosophische Werk des Thomas von Aquin. Auf Deutsch ist der Titel Über die Herrschaft der Fürsten (lat.: De regimine principum) verbreitet; dabei handelt es sich um den Titel der nichtkritischen Ausgabe. Die Datierung ist unsicher und umstritten; es werden Daten zwischen 1265 und 1273 genannt (siehe unten). Das Werk ist einem König von Zypern gewidmet, dessen Name jedoch nicht genannt ist. Gemeint ist anscheinend der König des Kreuzfahrerstaates auf Zypern Hugo II. oder Hugo III. Über die Herrschaft der Fürsten ist der literarischen Gattung des Fürstenspiegels zuzuordnen.
Die Schrift ist nicht zu verwechseln mit De regimine principum aus der Feder von Aegidius Romanus.

## Aufbau
Das Gesamtwerk besteht aus vier Büchern, wobei nur das erste und die ersten vier Kapitel des zweiten Buches von Thomas von Aquin selbst stammen. Einer sein Schüler, Tholomäus von Lucca, setzte den Text etwa vierzig Jahre später fort, wobei weder geistiger Rang noch ursprüngliches Konzept des Werks beibehalten wurden. Der thomasische Originaltext ist also ein Fragment.

## Inhalt
Bezüglich ihrer politischen Ideengeschichte ist die Schrift, die auf Grund ihrer Kürze auch als opusculum (lat.: „Werkchen“) bezeichnet wird, stark an das Staatskonzept von Aristoteles angelehnt. Thomas von Aquin geht aber über die aristotelische Staatsphilosophie hinaus, indem er eine christliche Synthese liefert. Das theologische Motiv des Werkes ist gemäß der geistigen Ausrichtung seines Autors, im Gegensatz zu Aristoteles, deutlich erkennbar. Jean-Pierre Torrell weist darauf hin, dass De regno eine problematische Quelle sei (u. a. hat Thomas von Aquin sein Textfragment nicht mehr durchgesehen) und zitiert zum Beleg Hyacinthe-Françoise Dondaine, den Herausgeber der kritischen Edition: „Dieses Opusculum ist unvollendet, vielleicht gar verunglückt … es präsentiert sich uns unter etwas schwierigen Bedingungen; diese verlangen, daß man sich vorsichtig und zurückhaltend auf den Text als einen Ausdruck des Denkens seines Autors bezieht.“
Textimmanent weist die Schrift einen Widerspruch auf: Einerseits wird die Fürstenherrschaft als Einung des Gesellschaftskörpers und Vollendung des Gemeinwohls deklariert. An anderer Stelle hingegen gilt die Fürstenherrschaft als die ungerechteste und gegenüber dem Gemeinwohl als die entfernteste, insoweit der Fürst nur eine Einzelperson ist. Dieser Widerspruch möchte auf eine unvollendete Amalgamierung von christlicher Monarchietheorie und griechisch-römischer Republikanismustheorie hinweisen.

## Datierung
Torrell betont die große Unsicherheit bei der Datierung von De regno : „Bis zukünftige Untersuchungen mehr Licht in diese Fragen bringen, bleibt nichts anderes übrig, als mit dem Herausgeber der Leonina (in der Nachfolge Grabmanns) eine große Unsicherheit festzustellen.“ Eschmann legte den terminus ante quem auf 1265; Torrell entscheidet sich für 1267 als Entstehungsjahr, wobei er Mandonnet folgt. Flüeler weist darauf hin, dass Thomas von Aquin aus den letzten Büchern der Politik  des Aristoteles zitiert, die er erst im Jahr 1271 kennenlernte; er plädiert deshalb für einen Zeitraum zwischen 1271 und Dezember 1273.